# Gijduvon
Gijduvon (in uzbeko G`ijduvon; cirillico Гиждуван) è il capoluogo del distretto di Gijduvon nella regione di Bukhara, in Uzbekistan. 

## Storia
Si trova a Gijduvon una delle tre madrase fatta erigere da Uluğ Bek tra il 1432 e il 1433, (le altre si trovano a Samarcanda e Bukhara), e il mausoleo dell'eminente filosofo centro-asiatico Abduholik Gijduvoni. 
Storicamente Gijduvon era un centro d'istruzione, religioso e culturale, oggigiorno è un centro commerciale non solo per la provincia ma anche per le aree vicine.

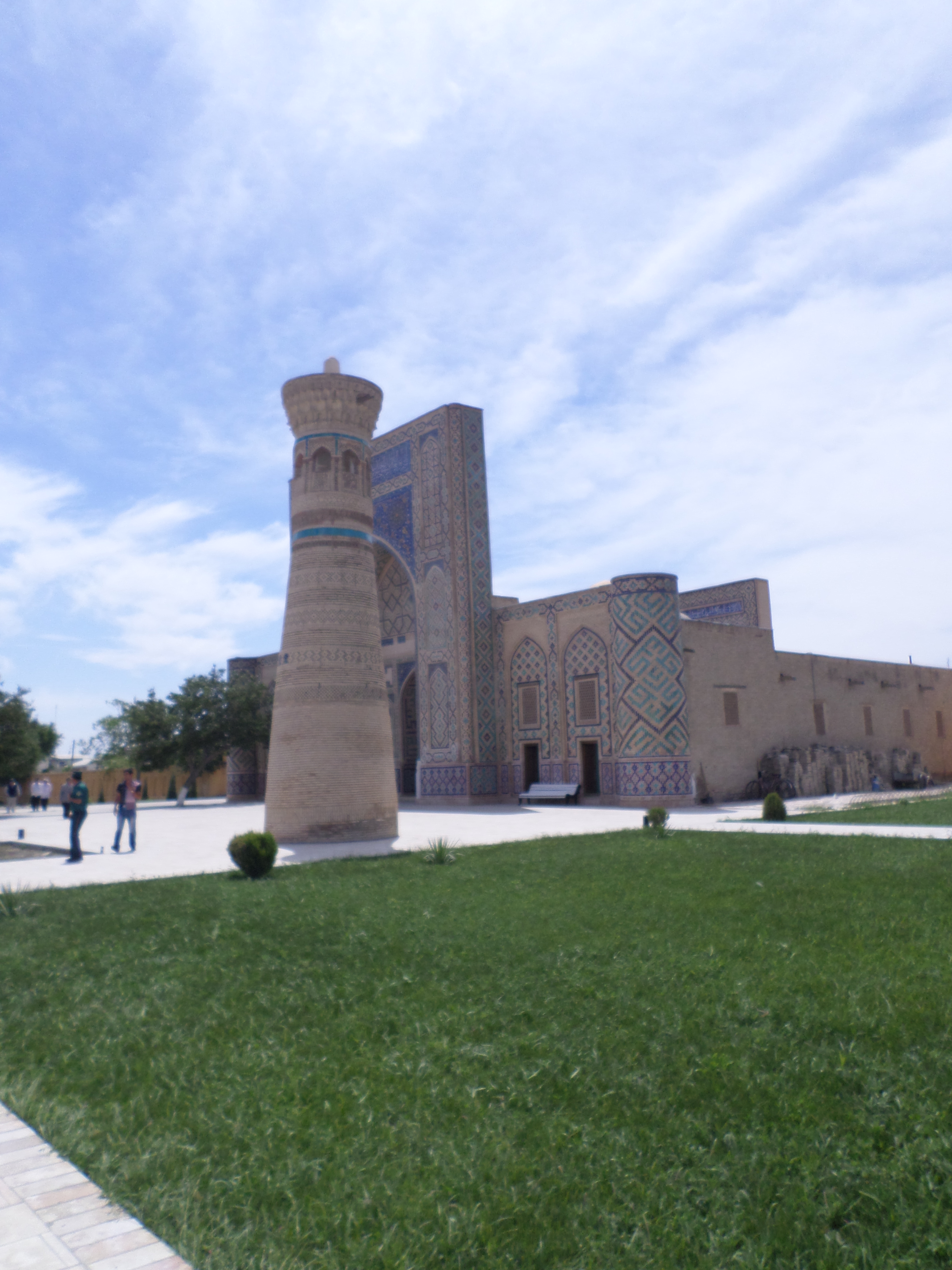
Il minareto di Gijduvon